# The Karnival Kid
Série Mickey Mouse
Mickey laboureur
(1929) La Locomotive de Mickey
(1929)
Pour plus de détails, voir Fiche technique et Distribution.
The Karnival Kid  est un court métrage d'animation américain des studios Disney avec Mickey Mouse, réalisé par Walt Disney et Ub Iwerks, sorti en 1929.
C'est le neuvième court métrage de Mickey mais c'est le premier dans lequel il prononce des propos compréhensibles. Dans les précédents films, Mickey siffle, rit, crie ou interjette différentes onomatopées mais pas de mots sensés. Ces premiers mots sont : « Hot Dogs ! ».

## Synopsis
Mickey est un vendeur de hot-dogs dans une fête foraine. Mais ses hot-dogs sont presque vivants et ils essayent de se comporter comme de véritables chiens auprès de l'acheteur devenu leur nouveau propriétaire. L'humour du film découle principalement de ce concept.
Durant le film, Mickey rencontre plusieurs personnages dont trois récurrents de la série. Clarabelle Cow est entrevue dans une file d'attente. Kat Nipp (qui fait ici sa troisième et dernière apparition dans un Mickey Mouse) est un bonimenteur qui essaye brièvement de mentir à Mickey. Le troisième personnage connu est sa fiancée Minnie Mouse.
Le soir venu, Mickey part de la fête et essaye d'attirer l'attention de Minnie en jouant de la guitare sous sa fenêtre. Il parvient seulement à attirer l'attention de deux chats de gouttière qui joignent leurs miaulements à lui. Cette « musique » arrive uniquement à irriter un voisin de Minnie qui essaye de faire taire les trois « musiciens » en leur lançant des objets. Cette scène marque la fin du film.

## Fiche technique
- Titre  : The Karnival Kid
- Série : Mickey Mouse

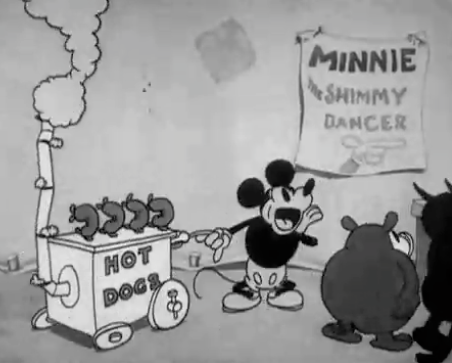
« Hot dogs! Hot dogs! » : les premiers mots parlés par Mickey le furent dans The Karnival Kid.

- Réalisation : Walt Disney et Ub Iwerks
- Animation : Ub Iwerks, Les Clark
- Musique : Carl W. Stalling
- Producteur : Walt Disney, John Sutherland
- Société de  production : Disney Brothers Studios
- Société de distribution : Celebrity Productions (Première sortie) | Columbia Pictures (Ressortie)
- Pays de production:  États-Unis
- Langue : Anglais américain
- Format : Noir et blanc — 35 mm — 1,33:1 — Son : Mono (Cinephone)
- Genre : Court métrage de dessin animé comique
- Durée : 8 minutes
- Dates de sortie :
  - États-Unis : 23 mai 1929[2]

## Distribution

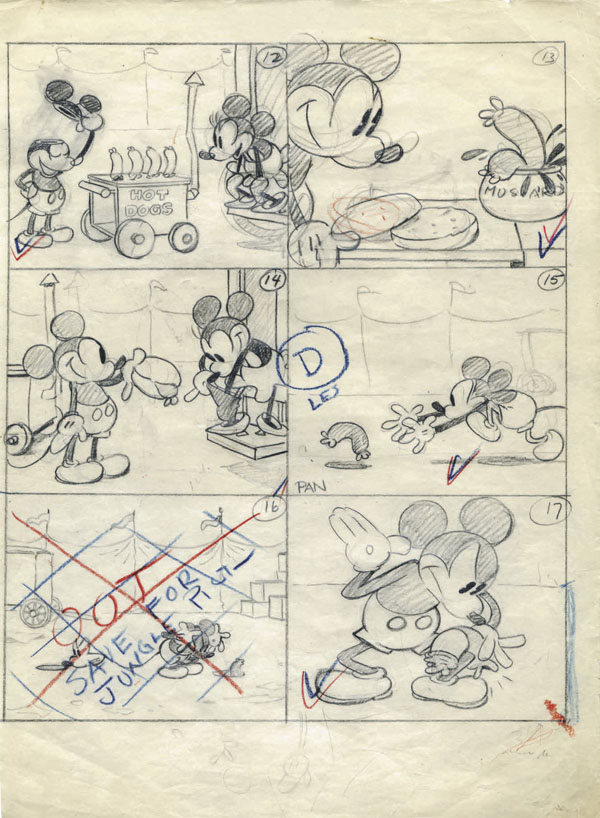
Scène des hot-dogs dans le storyboard de The Karnival Kid dessiné par Ub Iwerks.

Voix originales : (personne ne figure au générique)
- Count Cutelli (en) : cris des hot-dogs et du vendeur de cacahuètes[2]
- Carl W. Stalling : les deux chats chanteurs[2] et Mickey Mouse
- Walt Disney : Minnie Mouse et Kat Nipp[2]
- Marcellite Garner : Minnie Mouse[réf. nécessaire]

## Musiques
Musiques et chansons arrangées par Carl W. Stalling
- Carnival of Venice (en), version de Julius Benedict.

Musique entendue au début du film durant la présentation du carnaval.
- The Streets of Cairo.

Air entendu alors que le chat bonimenteur fait un théâtre d'ombres représentant une danse du ventre de Minnie sur la toile de la grande tente où elle se produit (« Minnie the Shimmy Dancer ») et quand Mickey vend ses saucisses.
- My Bonnie Lies over the Ocean, chanson traditionnelle écossaise.

Musique entendue lors de la promotion des hot-dogs de Mickey.
- The Dancing Doll (La poupée valsante) par Ede Poldini.

Musique entendue lorsque Minnie sort de sa roulotte et fait signe à Mickey.
- Le Secret par Léonard Gautier.

Musique jouée en fond pendant les séquences romantiques où Mickey et Minnie sont ensemble.
- Sweet Adeline (en)

Chanson « miaulée » par les deux chats noirs accompagnant la guitare de Mickey, quand celui-ci fait sa cour à Minnie.

## Autour du film
- Dans la scène où Mickey vend ses hot-dogs, le gag des saucisses est le même que dans le court métrage All Wet  de 1927, qui met en scène Oswald le lapin chanceux en vendeur de hot-dogs sur une plage.
- Les deux chats font une interprétation de Sweet Adeline (en), une chanson classique de quatuor barbershop.
- Dans le jeu vidéo en ligne Toon Town Online, un bâtiment de Toon Town Central est baptisé d'après le nom du film.